# شاين ريتشي
شاين ريتشي (بالإنجليزية: Shane Richie) هو مقدم تلفزيوني وممثل بريطاني، ولد في 11 مارس 1964 في المملكة المتحدة.

## وصلات خارجية
- شاين ريتشي على موقع IMDb (الإنجليزية)
- شاين ريتشي على موقع ألو سيني (الفرنسية)
- شاين ريتشي على موقع ميوزك برينز (الإنجليزية)
- شاين ريتشي على موقع أول موفي (الإنجليزية)
- شاين ريتشي على موقع قاعدة بيانات الأفلام السويدية (السويدية)
- شاين ريتشي على موقع أول ميوزيك (الإنجليزية)
- شاين ريتشي على موقع ديسكوغز (الإنجليزية)
- شاين ريتشي على موقع قاعدة بيانات الفيلم (الإنجليزية)
- شاين ريتشي على موقع كينوبويسك (الروسية)